# Vasaloppet 2011
Vasaloppet 2011 avgjordes  den 6 mars 2011, och var den 87:e upplagan av Vasaloppet. 2011 års kranskulla var Frida Dahl och kransmas var Anders Solin. Herrklassen vanns för andra året i rad av Jörgen Brink på tiden 3:51:51, det var den sjätte snabbaste segrartiden i vasaloppets historia. Damklassen vanns för första gången av Jenny Hansson på 4.25:30. Totalt kom det 14 730 åkare (varav 1 532 damer och 13 198 herrar) till start.

## Resultat, Herrar
Not: Pl = Placering, Nr = Startnummer, Tid = Sluttid
| Pl. | Nr  | Namn              | Klubb/Land              | Tid      |
| --- | --- | ----------------- | ----------------------- | -------- |
| 1   | 1   | Jörgen Brink      | Hudiksvalls IF          | 03:51:51 |
| 2   | 3   | Stanislav Rezac   | Tjeckien                | 03:51:52 |
| 3   | 67  | Jerry Ahrlin      | Brunflo IF              | 03:51:56 |
| 4   | 30  | Anders Aukland    | Norge                   | 03:52:02 |
| 5   | 13  | Rikard Andreasson | Laisvalls Sportklubb    | 03:52:41 |
| 6   | 198 | Anton Sjöholm     | Östersunds Skidlöparekl | 03:53:13 |
| 7   | 7   | Oskar Svärd       | Försvarets Sportklubb   | 03:53:27 |
| 8   | 35  | Andrè Haugsbö     | Norge                   | 03:53:30 |
| 9   | 207 | Teodor Peterson   | Åsarna IK               | 03:53:42 |
| 10  | 192 | Johan Kjölstad    | Norge                   | 03:53:45 |

## Resultat, Damer
Not: Pl = Placering, Nr = Startnummer, Tid = Sluttid
| Pl. | Nr    | Namn               | Klubb/Land              | Tid      |
| --- | ----- | ------------------ | ----------------------- | -------- |
| 1   | 506   | Jenny Hansson      | Östersunds Skidlöparekl | 04:25:30 |
| 2   | 502   | Susanne Nyström    | Laisvalls Sportklubb    | 04:26:18 |
| 3   | 509   | Sofia Bleckur      | IFK Mora SK             | 04:30:34 |
| 4   | 507   | Nina Lintzén       | Årsunda IF              | 04:47:39 |
| 5   | 17156 | Laila Kveli        | Norge                   | 04:47:41 |
| 6   | 505   | Seraina Boner      | Schweiz                 | 04:51:27 |
| 7   | 18545 | Solveig Steinsland | Norge                   | 04:53:12 |
| 8   | 17161 | Mari Guin          | Norge                   | 04:56:16 |
| 9   | 18544 | Mari Johanna Brox  | Norge                   | 04:56:21 |
| 10  | 18764 | Karin Vemhäll      | Rembo IK                | 04:56:34 |

## Spurtpriser
Herrar
| Kontroll     | Nr  | Namn            | Klubb/Land | Tid      |
| ------------ | --- | --------------- | ---------- | -------- |
| Smågan       | 205 | Torjus Börsheim | Norge      | 00:29:38 |
| Mångsbodarna | 205 | Torjus Börsheim | Norge      | 01:00:13 |
| Risberg      | 205 | Torjus Börsheim | Norge      | 01:27:40 |
| Evertsberg   | 67  | Jerry Ahrlin    | Brunflo IF | 02:00:50 |
| Oxberg       | 188 | Arne Post       | Norge      | 02:35:33 |
| Hökberg      | 3   | Stanislav Rezac | Tjeckien   | 03:00:36 |
| Eldris       | 67  | Jerry Ahrlin    | Brunflo IF | 03:27:25 |

Damer
| Kontroll   | Nr  | Namn          | Klubb/Land              | Tid      |
| ---------- | --- | ------------- | ----------------------- | -------- |
| Evertsberg | 506 | Jenny Hansson | Östersunds Skidlöparekl | 02:16:19 |

## Delkontroller

### Smågan, Herrar
Not: Pl = Placering, Nr = Startnummer, Tid = Passertid
| Pl. | Nr  | Namn               | Klubb/Land              | Tid      |
| --- | --- | ------------------ | ----------------------- | -------- |
| 1   | 205 | Torjus Börsheim    | Norge                   | 00:29:38 |
| 2   | 252 | Anders Mölmen Höst | Norge                   | 00:30:41 |
| 3   | 40  | Oscar Bergström    | IFK Mora SK             | 00:30:41 |
| 4   | 49  | Audun Laugaland    | Norge                   | 00:30:43 |
| 5   | 159 | Mattias Nilsson    | Brathlon Östersund IF   | 00:30:44 |
| 6   | 171 | Anton Jernberg     | Hudiksvalls IF          | 00:30:45 |
| 7   | 208 | Håkan Löfström     | H Falun/Borlänge SK     | 00:30:45 |
| 8   | 14  | Markus Leijon      | IFK Mora SK             | 00:30:45 |
| 9   | 197 | Jonatan Thoresson  | Östersunds Skidlöparekl | 00:30:46 |
| 10  | 25  | Svein Tore Sinnes  | Norge                   | 00:30:46 |

### Smågan, Damer
Not: Pl = Placering, Nr = Startnummer, Tid = Passertid
| Pl. | Nr    | Namn               | Klubb/Land              | Tid      |
| --- | ----- | ------------------ | ----------------------- | -------- |
| 1   | 506   | Jenny Hansson      | Östersunds Skidlöparekl | 00:33:27 |
| 2   | 509   | Sofia Bleckur      | IFK Mora SK             | 00:33:27 |
| 3   | 501   | Sandra Hansson     | Uddevalla IS            | 00:33:47 |
| 4   | 505   | Seraina Boner      | Schweiz                 | 00:33:53 |
| 5   | 502   | Susanne Nyström    | Laisvalls Sportklubb    | 00:34:41 |
| 6   | 18545 | Solveig Steinsland | Norge                   | 00:35:49 |
| 7   | 507   | Nina Lintzén       | Årsunda IF              | 00:35:54 |
| 8   | 17156 | Laila Kveli        | Norge                   | 00:36:51 |
| 9   | 18635 | Lena Pichard       | Schweiz                 | 00:37:16 |
| 10  | 18258 | Susanne Hedlund    | Granbergsdals IF        | 00:37:52 |

### Mångsbodarna, Herrar
Not: Pl = Placering, Nr = Startnummer, Tid = Passertid
| Pl. | Nr  | Namn              | Klubb/Land            | Tid      |
| --- | --- | ----------------- | --------------------- | -------- |
| 1   | 205 | Torjus Börsheim   | Norge                 | 01:00:13 |
| 2   | 52  | Anders Palmér     | Karlslunds IF         | 01:02:33 |
| 3   | 7   | Oskar Svärd       | Försvarets Sportklubb | 01:02:35 |
| 4   | 40  | Oscar Bergström   | IFK Mora SK           | 01:02:35 |
| 5   | 54  | Fredric Uusitalo  | Sollefteå SK          | 01:02:36 |
| 6   | 67  | Jerry Ahrlin      | Brunflo IF            | 01:02:36 |
| 7   | 127 | Marcus Johansson  | Ulricehamns IF        | 01:02:36 |
| 8   | 2   | Daniel Tynell     | Grycksbo IF OK        | 01:02:37 |
| 9   | 29  | Jimmie Johnsson   | Falun/Borlänge SK     | 01:02:37 |
| 10  | 42  | Stefan Sunnerberg | SK Ringen             | 01:02:37 |

### Mångsbodarna, Damer
Not: Pl = Placering, Nr = Startnummer, Tid = Passertid
| Pl. | Nr    | Namn               | Klubb/Land              | Tid      |
| --- | ----- | ------------------ | ----------------------- | -------- |
| 1   | 506   | Jenny Hansson      | Östersunds Skidlöparekl | 01:07:41 |
| 2   | 509   | Sofia Bleckur      | IFK Mora SK             | 01:08:10 |
| 3   | 502   | Susanne Nyström    | Laisvalls Sportklubb    | 01:08:58 |
| 4   | 505   | Seraina Boner      | Schweiz                 | 01:09:02 |
| 5   | 507   | Nina Lintzén       | Årsunda IF              | 01:12:31 |
| 6   | 18545 | Solveig Steinsland | Norge                   | 01:12:56 |
| 7   | 17156 | Laila Kveli        | Norge                   | 01:14:18 |
| 8   | 18635 | Lena Pichard       | Schweiz                 | 01:16:48 |
| 9   | 17420 | Satu Sikanen       | Finland                 | 01:16:59 |
| 10  | 18258 | Susanne Hedlund    | Granbergsdals IF        | 01:17:31 |

### Risberg, Herrar
Not: Pl = Placering, Nr = Startnummer, Tid = Passertid
| Pl. | Nr  | Namn              | Klubb/Land           | Tid      |
| --- | --- | ----------------- | -------------------- | -------- |
| 1   | 205 | Torjus Börsheim   | Norge                | 01:27:40 |
| 2   | 1   | Jörgen Brink      | Hudiksvalls IF       | 01:28:18 |
| 3   | 67  | Jerry Ahrlin      | Brunflo IF           | 01:28:19 |
| 4   | 188 | Arne Post         | Norge                | 01:28:19 |
| 5   | 30  | Anders Aukland    | Norge                | 01:28:19 |
| 6   | 187 | Simen Östensen    | Norge                | 01:28:19 |
| 7   | 3   | Stanislav Rezac   | Tjeckien             | 01:28:20 |
| 8   | 78  | Anders Myrland    | Norge                | 01:28:25 |
| 9   | 13  | Rikard Andreasson | Laisvalls Sportklubb | 01:28:26 |
| 10  | 6   | Marco Cattaneo    | Italien              | 01:28:26 |

### Risberg, Damer
Not: Pl = Placering, Nr = Startnummer, Tid = Passertid
| Pl. | Nr    | Namn               | Klubb/Land              | Tid      |
| --- | ----- | ------------------ | ----------------------- | -------- |
| 1   | 506   | Jenny Hansson      | Östersunds Skidlöparekl | 01:37:28 |
| 2   | 509   | Sofia Bleckur      | IFK Mora SK             | 01:38:38 |
| 3   | 502   | Susanne Nyström    | Laisvalls Sportklubb    | 01:39:24 |
| 4   | 505   | Seraina Boner      | Schweiz                 | 01:40:04 |
| 5   | 507   | Nina Lintzén       | Årsunda IF              | 01:45:18 |
| 6   | 18545 | Solveig Steinsland | Norge                   | 01:45:30 |
| 7   | 17156 | Laila Kveli        | Norge                   | 01:46:42 |
| 8   | 17420 | Satu Sikanen       | Finland                 | 01:50:12 |
| 9   | 18635 | Lena Pichard       | Schweiz                 | 01:50:18 |
| 10  | 18544 | Mari Johanna Brox  | Norge                   | 01:50:24 |

### Evertsberg, Herrar
Not: Pl = Placering, Nr = Startnummer, Tid = Passertid
| Pl. | Nr  | Namn              | Klubb/Land           | Tid      |
| --- | --- | ----------------- | -------------------- | -------- |
| 1   | 67  | Jerry Ahrlin      | Brunflo IF           | 02:00:50 |
| 2   | 3   | Stanislav Rezac   | Tjeckien             | 02:00:58 |
| 3   | 188 | Arne Post         | Norge                | 02:00:59 |
| 4   | 30  | Anders Aukland    | Norge                | 02:01:02 |
| 5   | 187 | Simen Östensen    | Norge                | 02:01:03 |
| 6   | 13  | Rikard Andreasson | Laisvalls Sportklubb | 02:01:17 |
| 7   | 241 | Jens Eriksson     | Dala-Floda IF        | 02:01:18 |
| 8   | 6   | Marco Cattaneo    | Italien              | 02:01:18 |
| 9   | 7   | Anders Myrland    | Norge                | 02:01:19 |
| 10  | 21  | Thomas Henriksen  | Norge                | 02:01:19 |

### Evertsberg, Damer
Not: Pl = Placering, Nr = Startnummer, Tid = Passertid
| Pl. | Nr    | Namn               | Klubb/Land              | Tid      |
| --- | ----- | ------------------ | ----------------------- | -------- |
| 1   | 506   | Jenny Hansson      | Östersunds Skidlöparekl | 02:16:19 |
| 2   | 502   | Susanne Nyström    | Laisvalls Sportklubb    | 02:18:07 |
| 3   | 509   | Sofia Bleckur      | IFK Mora SK             | 02:18:51 |
| 4   | 505   | Seraina Boner      | Schweiz                 | 02:21:00 |
| 5   | 507   | Nina Lintzén       | Årsunda IF              | 02:28:32 |
| 6   | 17156 | Laila Kveli        | Norge                   | 02:29:35 |
| 7   | 18545 | Solveig Steinsland | Norge                   | 02:30:24 |
| 8   | 18544 | Mari Johanna Brox  | Norge                   | 02:33:16 |
| 9   | 18635 | Lena Pichard       | Schweiz                 | 02:33:59 |
| 10  | 17420 | Satu Sikanen       | Finland                 | 02:34:00 |

### Oxberg, Herrar
Not: Pl = Placering, Nr = Startnummer, Tid = Passertid
| Pl. | Nr  | Namn              | Klubb/Land           | Tid      |
| --- | --- | ----------------- | -------------------- | -------- |
| 1   | 188 | Arne Post         | Norge                | 02:35:33 |
| 2   | 67  | Jerry Ahrlin      | Brunflo IF           | 02:35:33 |
| 3   | 3   | Stanislav Rezac   | Tjeckien             | 02:35:35 |
| 4   | 30  | Anders Aukland    | Norge                | 02:35:36 |
| 5   | 1   | Jörgen Brink      | Hudiksvalls IF       | 02:36:34 |
| 6   | 187 | Simen Östensen    | Norge                | 02:36:34 |
| 7   | 13  | Rikard Andreasson | Laisvalls Sportklubb | 02:36:34 |
| 8   | 6   | Marco Cattaneo    | Italien              | 02:36:41 |
| 9   | 21  | Thomas Henriksen  | Norg                 | 02:37:12 |
| 10  | 241 | Jens Eriksson     | Dala-Floda IF        | 02:37:37 |

### Oxberg, Damer
Not: Pl = Placering, Nr = Startnummer, Tid = Passertid
| Pl. | Nr    | Namn               | Klubb/Land              | Tid      |
| --- | ----- | ------------------ | ----------------------- | -------- |
| 1   | 506   | Jenny Hansson      | Östersunds Skidlöparekl | 02:56:06 |
| 2   | 502   | Susanne Nyström    | Laisvalls Sportklubb    | 02:58:18 |
| 3   | 509   | Sofia Bleckur      | IFK Mora SK             | 02:59:51 |
| 4   | 505   | Seraina Boner      | Schweiz                 | 03:05:22 |
| 5   | 507   | Nina Lintzén       | Årsunda IF              | 03:12:34 |
| 6   | 17156 | Laila Kveli        | Norge                   | 03:12:37 |
| 7   | 18545 | Solveig Steinsland | Norge                   | 03:15:07 |
| 8   | 18544 | Mari Johanna Brox  | Norge                   | 03:17:27 |
| 9   | 18764 | Karin Vemhäll      | Rembo IK                | 03:18:44 |
| 10  | 17161 | Mari Guin          | Norge                   | 03:19:10 |

### Hökberg, Herrar
Not: Pl = Placering, Nr = Startnummer, Tid = Passertid
| Pl. | Nr  | Namn              | Klubb/Land            | Tid      |
| --- | --- | ----------------- | --------------------- | -------- |
| 1   | 3   | Stanislav Rezac   | Tjeckien              | 03:00:36 |
| 2   | 67  | Jerry Ahrlin      | Brunflo IF            | 03:00:36 |
| 3   | 30  | Anders Aukland    | Norge                 | 03:00:37 |
| 4   | 1   | Jörgen Brink      | Hudiksvalls IF        | 03:01:12 |
| 5   | 13  | Rikard Andreasson | Laisvalls Sportklubb  | 03:01:13 |
| 6   | 188 | Arne Post         | Norge                 | 03:02:02 |
| 7   | 35  | Andrè Haugsbö     | Norge                 | 03:02:48 |
| 8   | 10  | Dan Moberg        | IFK Skövde Skidklubb  | 03:02:51 |
| 9   | 49  | Audun Laugaland   | Norge                 | 03:02:52 |
| 10  | 7   | Oskar Svärd       | Försvarets Sportklubb | 03:02:58 |

### Hökberg, Damer
Not: Pl = Placering, Nr = Startnummer, Tid = Passertid
| Pl. | Nr    | Namn               | Klubb/Land              | Tid      |
| --- | ----- | ------------------ | ----------------------- | -------- |
| 1   | 506   | Jenny Hansson      | Östersunds Skidlöparekl | 03:25:31 |
| 2   | 502   | Susanne Nyström    | Laisvalls Sportklubb    | 03:27:34 |
| 3   | 509   | Sofia Bleckur      | IFK Mora SK             | 03:29:41 |
| 4   | 505   | Seraina Boner      | Schweiz                 | 03:40:26 |
| 5   | 507   | Nina Lintzén       | Årsunda IF              | 03:44:35 |
| 6   | 17156 | Laila Kveli        | Norge                   | 03:44:46 |
| 7   | 18545 | Solveig Steinsland | Norge                   | 03:47:20 |
| 8   | 18544 | Mari Johanna Brox  | Norge                   | 03:49:54 |
| 9   | 17161 | Mari Guin          | Norge                   | 03:51:18 |
| 10  | 18764 | Karin Vemhäll      | Rembo IK                | 03:51:22 |

### Eldris, Herrar
Not: Pl = Placering, Nr = Startnummer, Tid = Passertid
| Pl. | Nr  | Namn              | Klubb/Land            | Tid      |
| --- | --- | ----------------- | --------------------- | -------- |
| 1   | 67  | Jerry Ahrlin      | Brunflo IF            | 03:27:25 |
| 2   | 3   | Stanislav Rezac   | Tjeckien              | 03:27:26 |
| 3   | 1   | Jörgen Brink      | Hudiksvalls IF        | 03:27:26 |
| 4   | 30  | Anders Aukland    | Norge                 | 03:27:27 |
| 5   | 13  | Rikard Andreasson | Laisvalls Sportklubb  | 03:28:16 |
| 6   | 7   | Oskar Svärd       | Försvarets Sportklubb | 03:29:44 |
| 7   | 207 | Teodor Peterson   | Åsarna IK             | 03:29:44 |
| 8   | 49  | Audun Laugaland   | Norge                 | 03:29:44 |
| 9   | 35  | Andrè Haugsbö     | Norge                 | 03:29:45 |
| 10  | 10  | Dan Moberg        | IFK Skövde Skidklubb  | 03:29:46 |

### Eldris, Damer
Not: Pl = Placering, Nr = Startnummer, Tid = Passertid
| Pl. | Nr    | Namn               | Klubb/Land              | Tid      |
| --- | ----- | ------------------ | ----------------------- | -------- |
| 1   | 506   | Jenny Hansson      | Östersunds Skidlöparekl | 03:57:15 |
| 2   | 502   | Susanne Nyström    | Laisvalls Sportklubb    | 03:58:47 |
| 3   | 509   | Sofia Bleckur      | IFK Mora SK             | 04:01:48 |
| 4   | 507   | Nina Lintzén       | Årsunda IF              | 04:18:14 |
| 5   | 17156 | Laila Kveli        | Norge                   | 04:18:17 |
| 6   | 505   | Seraina Boner      | Schweiz                 | 04:18:35 |
| 7   | 18545 | Solveig Steinsland | Norge                   | 04:22:17 |
| 8   | 18544 | Mari Johanna Brox  | Norge                   | 04:25:08 |
| 9   | 17161 | Mari Guin          | Norge                   | 04:25:45 |
| 10  | 18764 | Karin Vemhäll      | Rembo IK                | 04:26:09 |